# 엘비라쥐
엘비라쥐(Cremnomys elvira)는 쥐과에 속하는 설치류의 일종이다. 인도 타밀나두주 동고츠에서만 발견된다. 자연 서식지는 아열대 또는 열대 기후 지역의 건조 관목 지대이다.

## 특징
머리부터 몸까지 길이는 149mm, 꼬리 길이는 196mm이다. 상체는 갈색빛 회색이고, 하체는 회색빛 흰색이다. 꼬리 두 가지 색을 띤다. 꼬리 길이는 바위 사이에서 움직임 때문에 적응한 결과로 간주된다. 가장 큰 위협 요인은 서식지 감소와 숲 전환, 땔감용 나무하기 등이다.